# 厳美バイパス
厳美バイパス（げんびバイパス）は、岩手県一関市を通る国道342号の2車線のバイパス道路である。

## 概要
- 起点 : 一関市厳美町字山口
- 終点 : 一関市赤荻字雲南
- 延長 : L=1.2km[1]

## 交差する道路
- 岩手県道31号平泉厳美渓線（一関市厳美町字滝ノ上）
- 岩手県道240号本郷五串線（一関市厳美町字雨田）

## 特徴
観光施設や商業施設、住居が混在し、国道342号が広域幹線道路と生活道路という生活を併せ持つ一関市厳美町地区において、急カーブ・幅員狭小箇所を解消して交通安全の確保と、付近の厳美渓をはじめ広域的な観光ルート形成を支援するため1995年より事業着手。
起点側から県道240号との交点までは2003年1月24日に開通。残りの区間については2005年に着工され2008年12月22日と2009年内に供用を開始した。